# Sobór św. Michała Archanioła w Czerniachowsku
Sobór św. Michała Archanioła – prawosławny sobór katedralny w Czerniachowsku, główna świątynia eparchii czerniachowskiej Rosyjskiego Kościoła Prawosławnego; wchodzi w skład dekanatu wschodniego tejże eparchii.

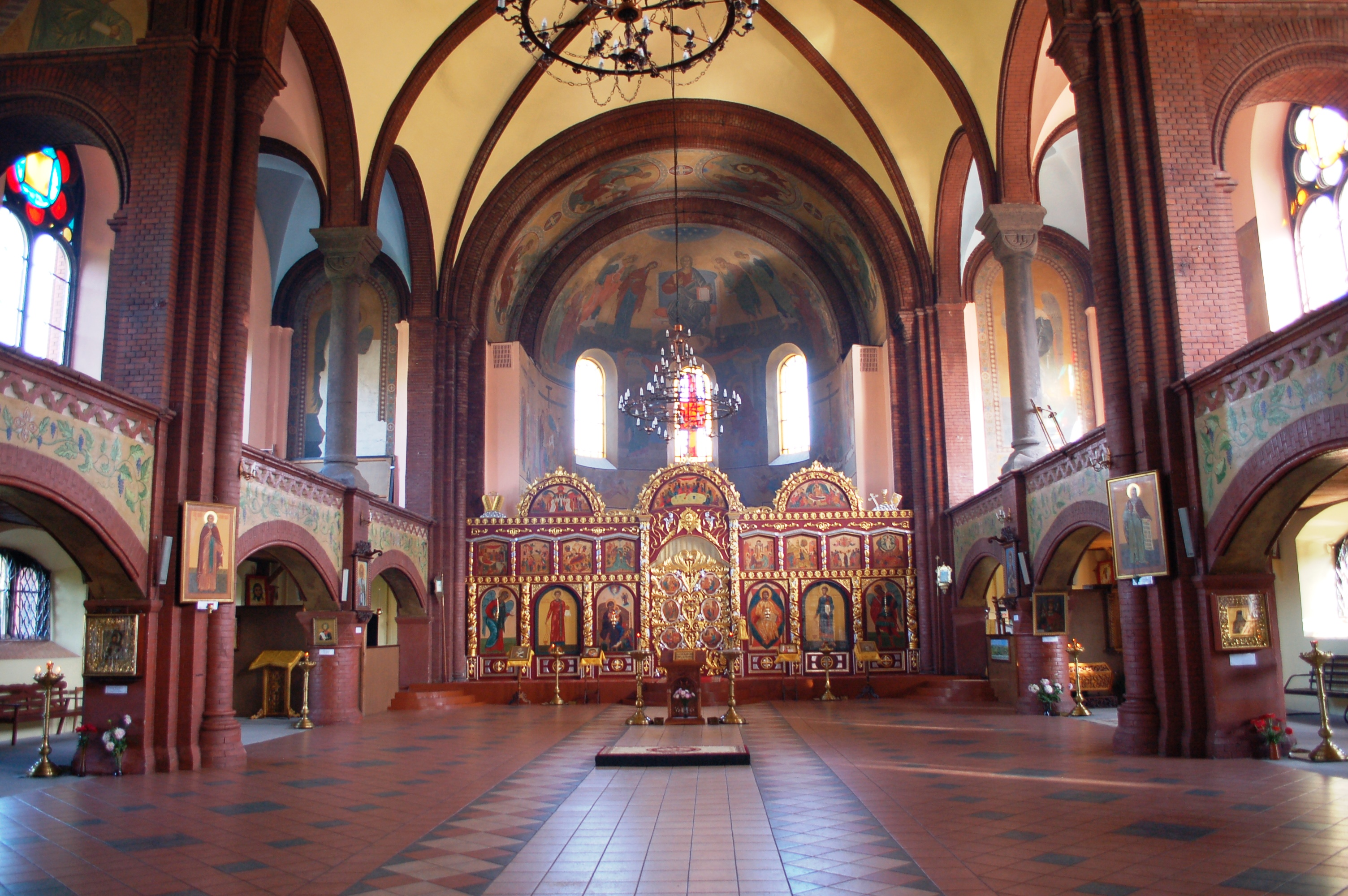
Wnętrze

## Położenie
Sobór znajduje się przy ulicy Pionierskiej.

## Historia
Dawny kościół ewangelicko-reformowany. Kamień węgielny świątyni wmurowano w 1883 r., w związku z 300-leciem nadania Wystruci praw miejskich. Obiekt, według projektu architekta Friedricha Adlera, wzniesiono w latach 1886–1890. Organy wykonano w Królewcu, natomiast witraże – w Żytawie. Malowidła ścienne były dziełem elbląskiego artysty Justusa Bornowskiego.
Po II wojnie światowej i włączeniu miasta do ZSRR świątynia została zdesakralizowana; budynek użytkowano jako hurtownię, klub oraz salę gimnastyczną szkoły sportowej. Wskutek braku właściwej konserwacji i napraw, a także kilku podpaleń, obiekt uległ znacznej dewastacji.
W 1989 r. dawny kościół przekazano prawosławnym. Konsekracji – pod wezwaniem św. Michała Archanioła – dokonał 2 maja 1992 r. metropolita smoleński i kaliningradzki Cyryl.
Decyzją władz obwodu królewieckiego, świątynia otrzymała 23 maja 2007 r. status zabytku kulturowego o znaczeniu regionalnym.

## Architektura

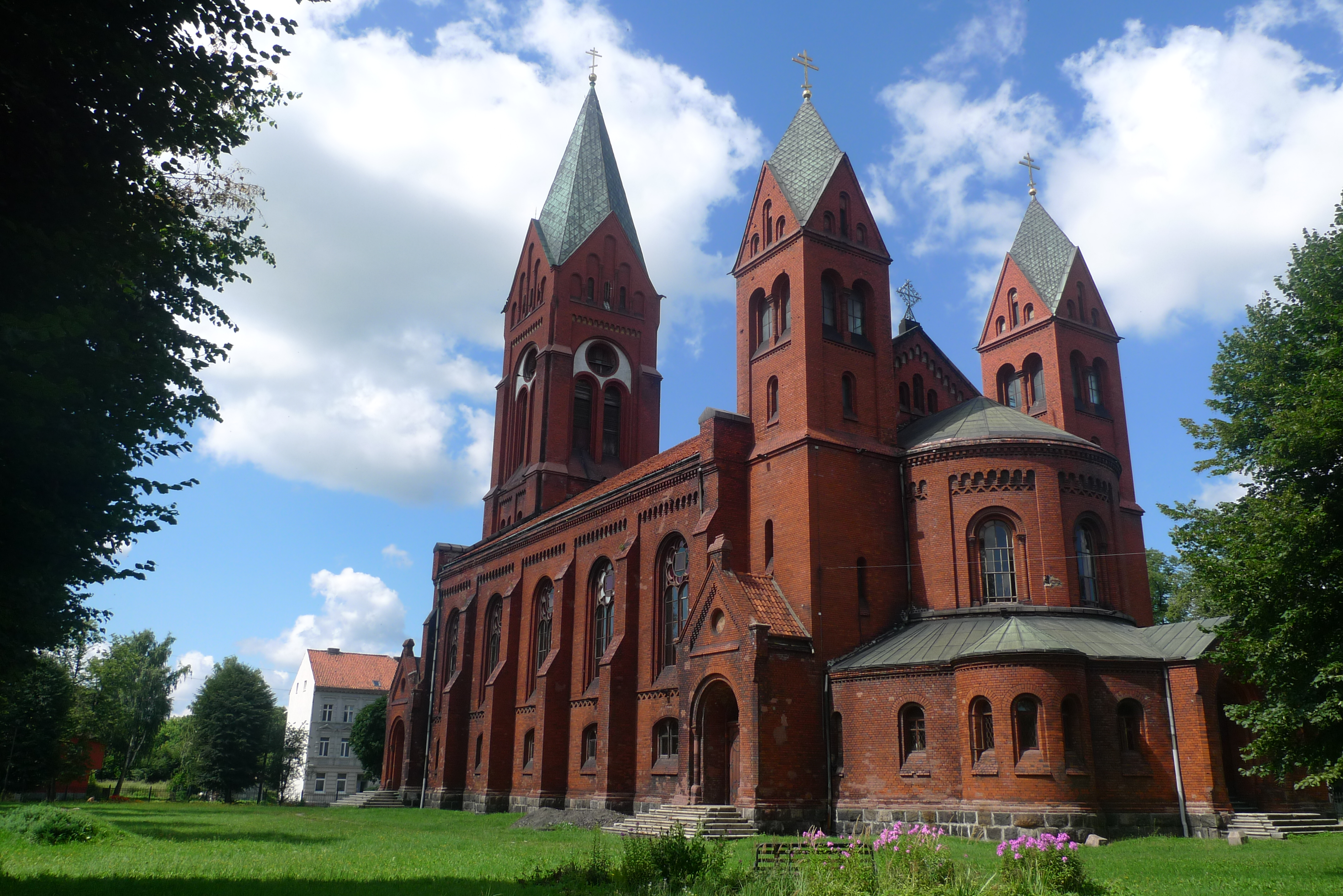
Widok ogólny

Budowla murowana, w stylu neoromańskim. Od strony zachodniej wznosi się wieża-dzwonnica (65,8 m wysokości), od strony wschodniej – dwie mniejsze wieże (każda po 33 metry wysokości). Wnętrze ozdabiają freski autorstwa miejscowego artysty Aleksandra Miłowanowa.